# 한금석
한금석(韓金錫, 1957년 5월 18일 ~ )은 대한민국의 전직 정치인이었다.
더불어민주당 상임고문 겸 당무위원 등을 지내고 있는 그는, 전직 재선 강원도 철원군의회 제3·4대 철원군의원 등을 거쳐, 전직 3선 강원도의회 제8·9·10대 강원도의원(재임: 2010년 7월 1일 ~ 2022년 4월 6일)을 역임했다.

## 학력
- 근남국교(지금의 근남초등학교) 졸업(1970년 2월)

## 경력
- 1998년 7월 1일 ~ 2002년 6월 30일: 제3대 강원도 철원군의회 초선 군의원
  - 2000.07 ~ 2002.06: 제3대 강원도 철원군의회 후반기 부의장
- 2002년 7월 1일 ~ 2006년 6월 30일: 제4대 강원도 철원군의회 재선 군의원
  - 2004.07 ~ 2006.06: 제4대 강원도 철원군의회 후반기 의장
- 2010년 7월 1일 ~ 2014년 6월 30일: 제8대 강원도의회 초선 도의원
- 2014년 7월 1일 ~ 2018년 6월 30일: 제9대 강원도의회 재선 도의원
- 2018년 7월 1일 ~ 2022년 4월 6일: 제10대 강원도의회 3선 도의원
  - 2018.07 ~ 2020.06 : 제10대 강원도의회 전반기 도의회 의장
- 2018년 7월 ~ 2019년 8월 제16대 전국시도의회의장협의회 전반기 부의장
- 2019년 8월 ~ 2020년 7월 제16대 전국시도의회의장협의회 후반기 정책위원 겸 동협의회 전지역동우회 부회장
- 2022년 10월 ~ : 더불어민주당 상임고문·당무위원 겸 동당 강원도당위원회 수석부위원장

## 역대 선거 결과
|  | 39.09% |

|  | 0% |

|  | 28.03% |

|  | 56.89% |

|  | 52.72% |

|  | 67.26% |

|  | 35.05% |